# سفارة جنوب إفريقيا في فرنسا
سفارة جنوب أفريقيا في فرنسا هي أرفع تمثيل دبلوماسي لدولة جنوب أفريقيا لدى فرنسا. تقع السفارة في باريس وهي تهدف لتعزيز المصالح الجنوب أفريقية في فرنسا.

## وصلات خارجية
- الموقع الرسمي
- قائمة سفارات جنوب أفريقيا
- قائمة السفارات في فرنسا